# Calophyllum mukunense
Calophyllum mukunense är en tvåhjärtbladig växtart som beskrevs av P.F. Stevens. Calophyllum mukunense ingår i släktet Calophyllum och familjen Calophyllaceae. Inga underarter finns listade i Catalogue of Life.